# Drosophila cardini (artgrupp)
Drosophila cardini är en artgrupp inom släktet Drosophila och undersläktet Drosophila. Artgruppen består av de två artundergrupperna Drosophila cardini och Drosophila dunni.